# Ла-Рош-Жоди
Ла-Рош-Жоди (фр. La Roche-Jaudy) — новая коммуна на северо-западе Франции, находится в регионе Бретань, департамент Кот-д’Армор, округ Ланьон, кантон Трегье. Расположена в 59 км к западу от Сен-Бриё и в 118 км к востоку от Бреста, в 23 км от национальной автомагистрали N164, в месте впадения реки Жоди в Ла-Манш.

## История
Коммуна образована 1 января 2019 года путем слияния коммун:
- Ангоат
- Ла-Рош-Дерьен
- Помрит-Жоди
- Пульдуран

Центром новой коммуны является Ла-Рош-Дерьен. От него к новой коммуне перешли почтовый индекс и код INSEE. На картах в качестве координат Ла-Рош-Жоди указываются координаты Ла-Рош-Дерьен.

## Достопримечательности
- Церковь Святой Екатерины в Ла-Рош-Дерьене
- Шато Шеф-дю-Буа в Помрит-Жоди
- Церковь Святого Берга середины XIX века в Пульдуране

## Администрация
Первым мэром Ла-Рош-Жоди в январе 2019 года был избран социалист Жан-Луи Эвен (Jean-Louis Even), с 2008 года занимавший пост мэра Ла-Рош-Дерьена.

## Население
| Год  | Численность | Численность |
| ---- | ----------- | ----------- |
| 2017 | 2688        | [ 2 ]       |
| 2018 | 2700        | [ 3 ]       |
| 2019 | 2713        | [ 4 ]       |
| 2020 | 2671        | [ 5 ]       |
| 2021 | 2657        | [ 6 ]       |
| 2022 | 2643        | [ 1 ]       |

## Галерея
- Церковь Святой Екатерины
- Церковь Святого Берга
- Шато Шеф-дю-Буа